# Pisany
Pisany ist eine westfranzösische Gemeinde mit 775 Einwohnern (Stand: 1. Januar 2022) im Département Charente-Maritime in der Region Nouvelle-Aquitaine. Die Gemeinde gehört zum Arrondissement Saintes und zum Kanton Thénac (bis 2015: Kanton Saujon). Die Einwohner werden Pisanéens genannt.

## Lage
Pisany liegt in der alten Kulturlandschaft der Saintonge etwa zehn Kilometer westsüdwestlich von Saintes. Umgeben wird Pisany von den Nachbargemeinden Corme-Royal im Norden, Luchat im Osten, Thézac im Süden sowie Saint-Romain-de-Benet im Westen.
Durch die Gemeinde führt die Route nationale 150.

## Bevölkerungsentwicklung
| Jahr                       | 1962 | 1968 | 1975 | 1982 | 1990 | 1999 | 2006 | 2013 |
| Einwohner                  | 320  | 401  | 397  | 395  | 386  | 416  | 445  | 738  |
| Quellen: Cassini und INSEE |      |      |      |      |      |      |      |      |

## Sehenswürdigkeiten
- Kapelle Saint-Léonard
- Markthalle, erbaut im 17. Jahrhundert (Monument historique)
- Schloss Pisany mit Park, ursprünglich Burganlage aus dem 12. Jahrhundert, zuletzt im 17. Jahrhundert umgebaut

Siehe auch: Liste der Monuments historiques in Pisany

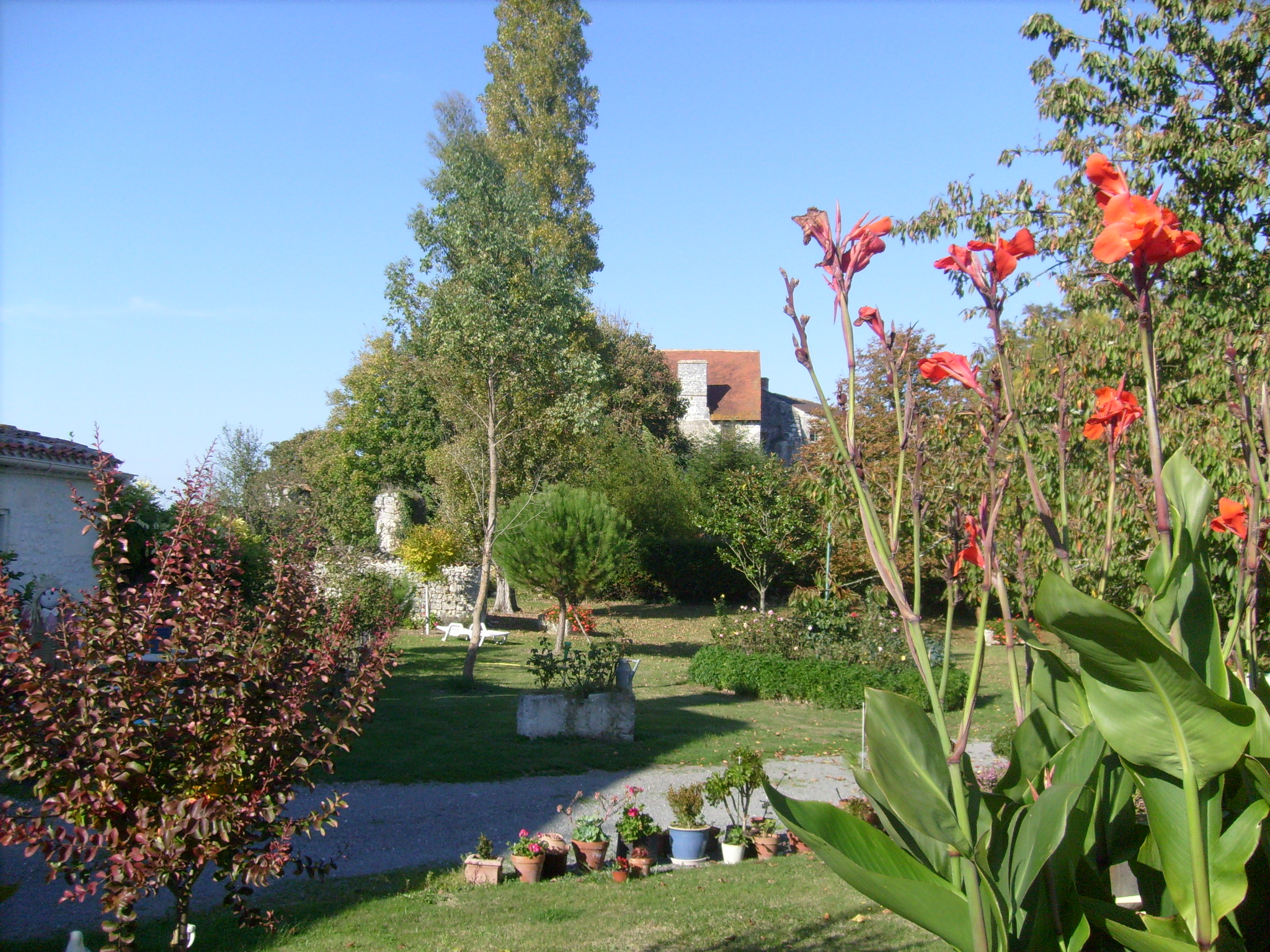
Schloss Pisany mit Park
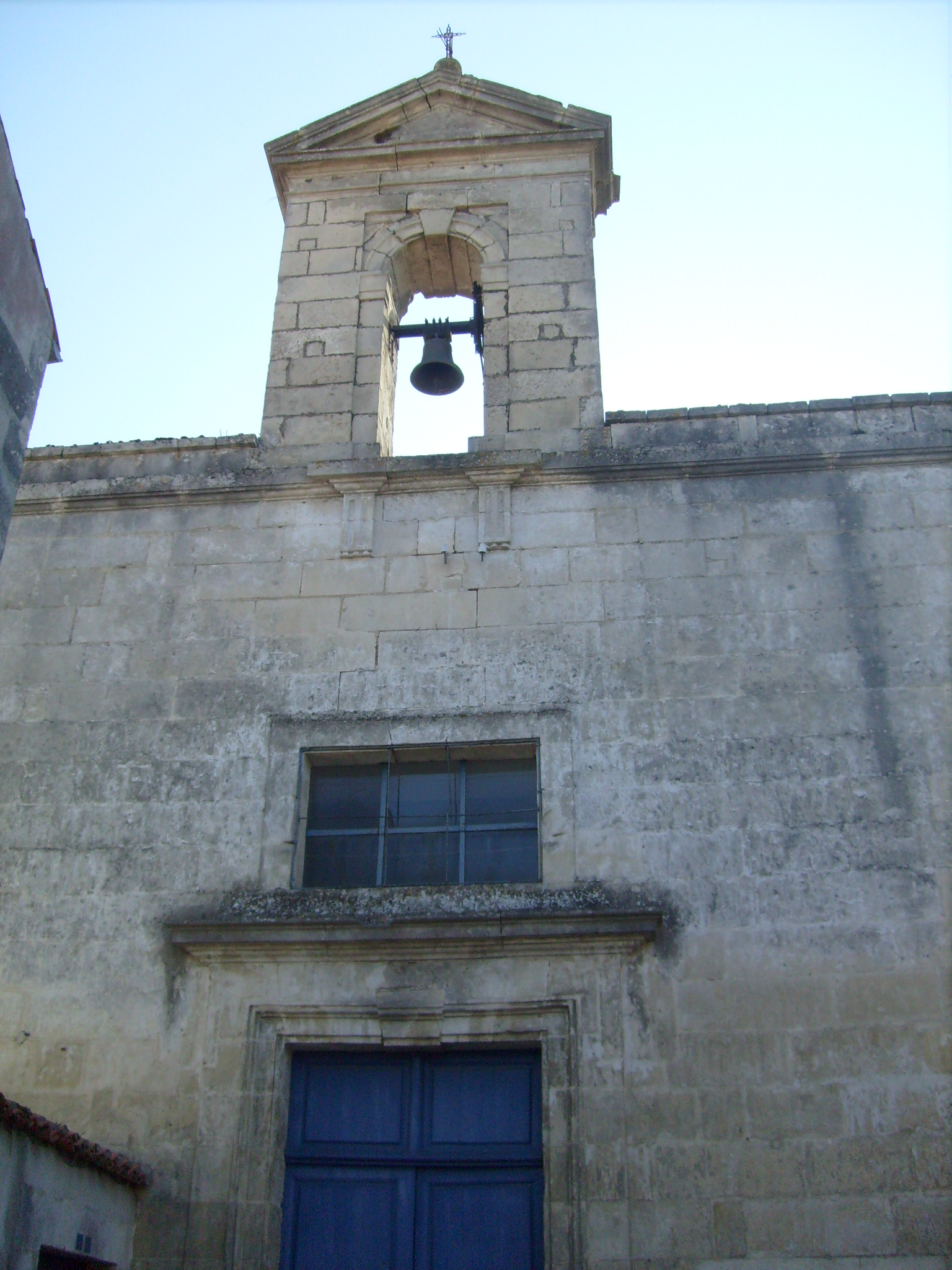
Kapelle Saint-Léonard
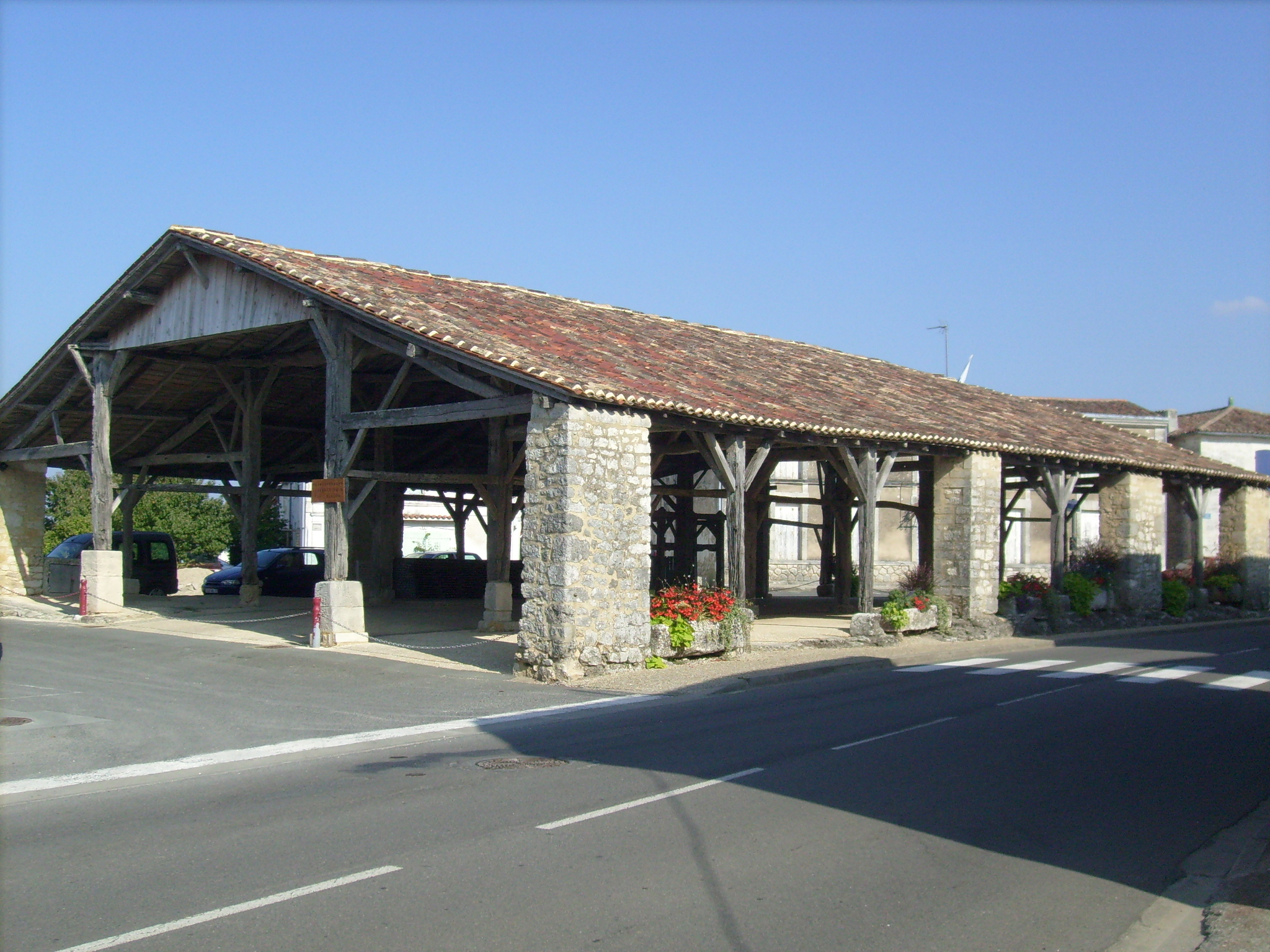
Markthalle